# Sierra de Guara

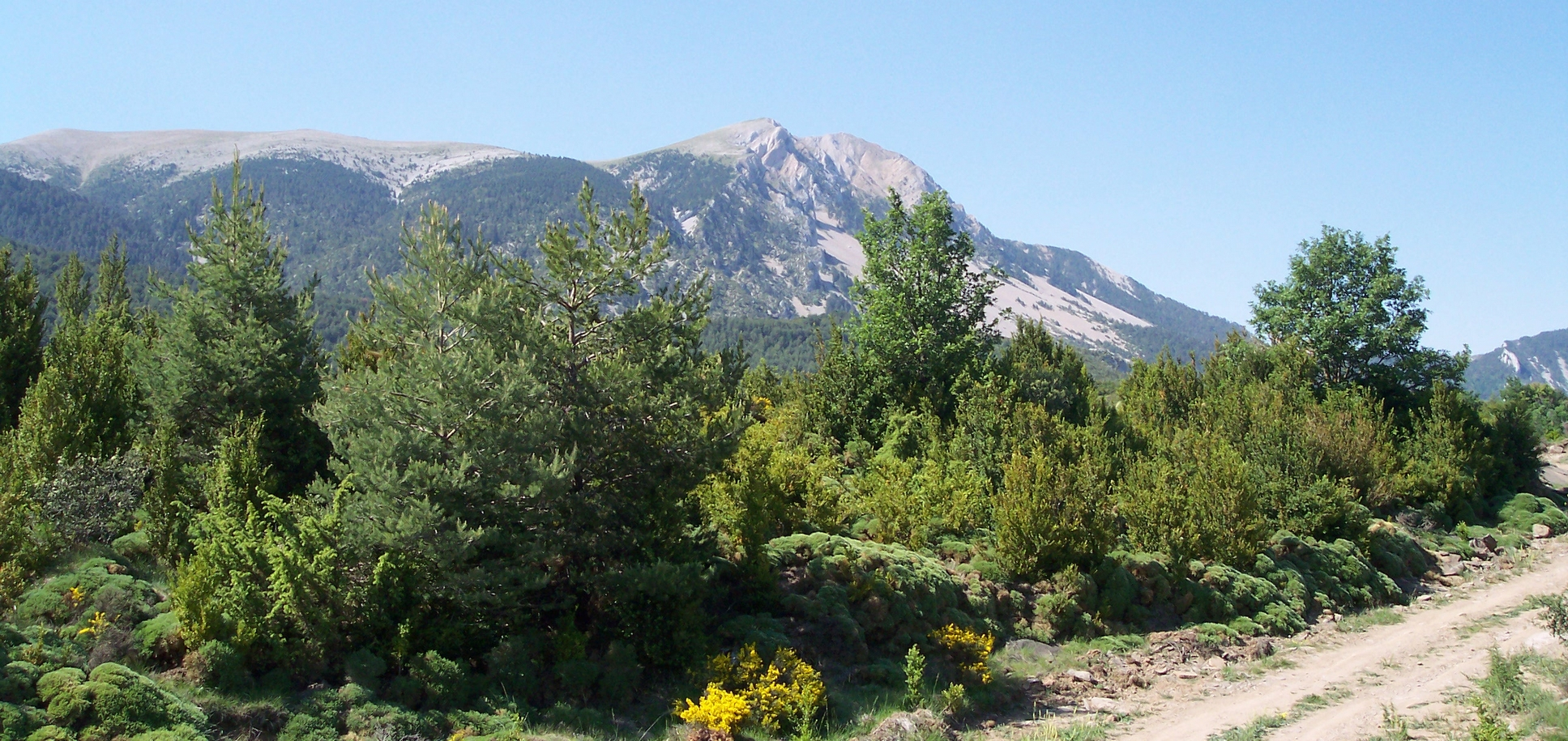
Blick auf den Tozal bzw. Pico de Guara

Die Sierra de Guara (Sarra de Guara auf Aragonesisch) ist eine Gebirgskette der spanischen Vorpyrenäen. Sie befindet sich nördlich der Stadt Huesca in der gleichnamigen spanischen Provinz Huesca in der Autonomen Region Aragonien. Der höchste Gipfel ist der Tozal oder Pico de Guara mit 2.077 Meter. Im östlichen Teil ist der Parque Natural de la Sierra y Cañones de Guara (Naturpark der Gebirgskette und Schluchten von Guara).